# كوون تشانغ هون
كوون تشانغ هون (مواليد 30 يونيو 1994) هو لاعب كرة قدم كوري جنوبي يلعب في مركز خط الوسط المهاجم في نادي غيمتشون سانغمو.

## وصلات خارجية
- كوون تشانغ هون على موقع الاتحاد الدولي (مؤرشف)  (الإنجليزية)
- كوون تشانغ هون على موقع دوري كوريا الجنوبية (الإنجليزية)
- كوون تشانغ هون على موقع إي إس بي إن إف سي (الإنجليزية)
- كوون تشانغ هون على موقع قاعدة بيانات كرة القدم.إي يو (الإنجليزية)
- كوون تشانغ هون على موقع ليكيب (الفرنسية)
- كوون تشانغ هون على موقع ناشيونال فوتبول تيمز (الإنجليزية)
- كوون تشانغ هون على موقع Soccerbase.com (لاعب) (الإنجليزية)
- كوون تشانغ هون على موقع Soccerway.com (الإنجليزية)
- كوون تشانغ هون على موقع عالم كرة القدم.نت (الإنجليزية)
- كوون تشانغ هون على موقع أوليمبيديا (الإنجليزية)